# Čarobni štap
Čarobni štap (deminutiv: čarobni štapić) ili magijski štap je štap izrađen od drveta ili metala koji se, prema vjerovanju, koristi u ceremonijalnoj magiji. Osim u okultizmu, magični štap se koristi kao artefakt u predstavama mađioničara, a prisutan je i u fantastičnim knjigama i filmovima, kao i u računalnim igricama.
U simbolizmu, štap predstavlja simbol duhovnog i svjetovnog dostojanstva.

## U religiji i okultizmu
U starozavjetnoj Knjizi Izlaska, Mojsije i Aron su se sukobili s faraonovim svećenicima na njegovu dvoru. Aron je imao štap koji se Božjim nadahnućem pretvorio u zmiju. Faraonovi svećenici ponovili su istu "čaroliju" pretvorivši svoje štapove, također u zmije, no bili su nadjačani od Aronove zmija (Izl 4,2-4 i Izl 7,10-12) U istoj knjizi još jednom se spominje Mojsijev štap i to u trenutku kada Mojsije razdvaja Crveno more kako bi Židovi mogli pobjeći pred egipatskom potjerom (Izl 14,16).
Novoplatonistički filozof Jamblih (o.250. - o.330.) je u svom djelu O egipatskim misterijama također spomenuo da su proroci upotrebljavali štap prilikom prizivanja božanstava.
Jedan od najvažnijih obrednih predmeta svakog čarobnjaka i vještice bio je čarobni štap. Obično se izrađivao od grana vrbe, imele, lijeske ili bazge. Prema Grand Grimoireu lijeskinu granu trebalo je odsjeći jednim udarcem u trenutku izlaska Sunca. U Ključu kralja Salomona piše da štap treba biti od ljeskovog ili orahovog drveta starog godinu dana koje, također, treba biti isječeno jednim udarcem u zoru, na dan Merkura. Prikazani simboli trebaju biti ispisani ili izgravirani u dan i sat Merkura. Jedan drugi grimorij navodi da iz štapa treba izvaditi dio srži i tako izbušiti rupu u sredini, a rupu ispuniti komadom tkanine ili pamuka natopljena s nekoliko kapi krvi.
Ovisno o željenoj čaroliji varira i vrsta drveta. Štap napravljen od vrbe je štap vode, mjeseca i čaranja. Ako čarolija zahtjeva uklanjanje negativnih utjecaja koristi se glogov štap. Prema okultnim vjerovanjima, stara vještica je predavala čarobni štap mlađoj vještici, dok prema drugom vjerovanju, čarobni štap ne smije dotaknuti druga osoba osim njegovog vlasnika, jer u tom slučaju gubi svoju moć. Naime, vjerovalo se da praktikant magije tijekom izrade štapa i obreda posvećenja akumulira dio svoje energije u štap, te da se gubi veza između njega i štapa ako ga okalja neka druga ruka.
Prema magijskom konceptu okultiste Franza Bardona, čarobni štap je najvažnije sredstvo u ritualnoj magiji i ono predstavlja simbol volje, moći i snage pomoću kojih čarobnjak odražava svoj utjecaj na željenu sferu ili plan. Čarobni štap može se koristiti za ostvarivanje utjecaja na sva živa bića, za iscjeljivanje ljudi i otklanjanje negativnih utjecaja, kao i za prizivanje bića iz viših astralnih razine ili za zazivanje demona i nižih duhova. S obzirom na različitosti primjene i ostvarenja planiranog utjecaja, za različite rituale koriste se različiti čarobni štapovi. Po Bardonovoj doktrini, svaki čarobnjak trebao bi imati barem nekoliko čarobnih štapova namijenjenih različitim funkcijama.
Štap napravlje od grane drveta pripada skupini jednostavnih čarobnih štapova. Štap napravlje od jasenovog drveta može se koristiti za gotovo sve magijske operacije, a puniće ga se samo u svrhu liječenja ljudi, dok se štap od zove, zbog analogije sa Saturnom najčešće koristi pri prizivanju i zazivanju demona i egzorcizmu elementarnih duhova i demona.

## U literarnoj i filmskoj fikciji
U bajci Pepeljuga, šumska vila koristi čarobni štapić kako bi čarolijom stvorila haljinu, kočiju i poslugu i time omogućila Pepeljugi odlazak na kraljevski bal. Ista scena pojavljuje se i u Disneyjevom dugometražnom crtiću Pepeljuga iz 1950. godine.
U američkom fantastično-glazbenom filmu "Čarobnjak iz Oza iz 1939. godine, Glinda, dobra vještica sa Sjevera prikazana je s čarobnim štapićem koji ima zlatnu zvijezdu na vrhu.
Čarobnjak Gandalf i njegov kolega, kasnije suparnik, Saruman, koriste čarobni štap u književnoj trilogiji J. R. R. Tolkiena "Gospodar prstenova", kao i u filmskoj adaptaciji književnog djela. Također, Gandalf posjeduje magični štap i u knjizi "Hobit", kao i u njenoj filmskoj inačici.
Čarobni štapić spominje se i u fantastičnom serijalu knjiga J. K. Rowling i filmovima o malom čarobnjaku Harryju Potteru.

## Poveznice
- Čarobni štapić (Harry Potter)